# Contactmusic.com
Contactmusic.com — це британський онлайн-журнал, що спеціалізується на культурній критиці та базується в Лідсі, Західний Йоркшир, Англія. В ньому виходять рецензії, інтерв'ю та докладні есе про події у таких сферах культури та мистецтва, як музика, телебачення, кінематограф та театр.
Вебсайт був створений у квітні 2000 року командою музичних та розважальних журналістів. З того часу він розширився до понад п'ятдесяти співробітників і позаштатних співавторів, розташованих по всьому світу, на різних континентах і в різних країнах. До його складу входять письменники з різним рівнем підготовки, починаючи від науковців і професійних журналістів і закінчуючи авторами-початківцями.
Contactmusic.com неодноразово цитувався як надійне джерело у таких засобах масової інформації, як радіостанція BBC Radio, газета The Express Tribune або модний журнал Vogue. Його додано до списку джерел агрегатора кіно- та телерецензій Rotten Tomatoes.